# Filip Zubčić
Filip Zubčić (* 27. Januar 1993 in Zagreb) ist ein kroatischer Skirennläufer. Er ist auf die Disziplinen Riesenslalom und Slalom spezialisiert. Als erster Kroate überhaupt gewann er einen Weltcup-Riesenslalom.

## Biografie

### Juniorenzeit und Etablierung im Weltcup
Zubčić nahm als 15-Jähriger im Januar 2009 erstmals an FIS-Rennen teil. Einen Monat später war er Teilnehmer des Europäischen Olympischen Winter-Jugendfestivals in Szczyrk, wo ein elfter Platz sein bestes Ergebnis war. Im März 2010 folgte das Debüt im Europacup. Früh zeichnete sich eine Spezialisierung auf Riesenslalom und Slalom ab, er bestritt aber auch einige Super-G-Rennen. Am 28. Oktober 2012 debütierte Zubčić im Weltcup und erreichte im Riesenslalom von Sölden Platz 55. Eine längere Phase der Erfolglosigkeit endete im Januar 2013 mit dem ersten Sieg in einem FIS-Rennen. Auch im Europacup konnte er sich etablieren: Nur wenig später, am 27. Januar 2013, erzielte er mit Platz 4 im Slalom am Großen Arber sein bisher bestes Ergebnis auf dieser Stufe.
2011 und 2013 nahm Zubčić an Weltmeisterschaften teil, im Februar 2014 folgte die Teilnahme an den Olympischen Winterspielen in Sotschi. Dort schied er im ersten Lauf des Riesenslaloms aus. Zum Ende der Saison 2013/14 gewann er zwei kroatische Meistertitel. Bei seinem insgesamt zehnten Weltcupeinsatz fuhr er am 12. Dezember 2014 im Riesenslalom von Åre auf Platz 25 und gewann damit seine ersten Weltcuppunkte. Eine Überraschung gelang ihm neun Tage später auf der Gran Risa in Alta Badia, wo er ebenfalls im Riesenslalom mit der hohen Startnummer 64 auf den siebten Platz vorstieß. Die ersten Slalom-Weltcuppunkte holte er am 6. Januar 2015 bei seinem Heimrennen am Slijeme nahe Zagreb.
Die Bestätigung dieser Ergebnisse gelang Zubčić im Weltcup 2015/16 nur zum Teil. Drei Top-15-Platzierungen und die ersten Punkte in einem Kombinationswettbewerb standen zahlreiche Ausfälle und verpasste Qualifikationen für zweite Durchgänge gegenüber. Im Weltcup 2016/17 kam er nicht über Platz 13 hinaus, im Weltcup 2017/18 war ein achter Platz seine besten Ergebnisse. Bei den Olympischen Winterspielen 2018 in Sotschi belegte er Platz 12 in der Kombination und Platz 24 im Riesenslalom. Ein weiterer achter Platz gelang ihm im Verlaufe des Weltcups 2018/19 in einem Kombinationswettbewerb, ansonsten war auch dieser Winter von Ausfällen und Nichtqualifikationen geprägt.

### Durchbruch an die Weltspitze
Den endgültigen Durchbruch an die Weltspitze schaffte Zubčić in der Saison 2019/20 in der Disziplin Riesenslalom. Nachdem er am 8. Dezember 2019 in Beaver Creek erneut Achter geworden war, entging er zwei Wochen später in Alta Badia knapp einem schweren Unfall: Unmittelbar beim Zieleinlauf konnte er eine Kollision mit einem unversichtigen Streckenposten nur um wenige Zentimeter vermeiden. Trotz dieses Zwischenfalls reichte es ihm zu Platz 10. Die erste Weltcup-Podestplatzierung gelang Zubčić am 11. Januar 2020 mit Platz zwei am Chuenisbärgli in Adelboden, hinter dem Slowenen Žan Kranjec. Es war dies der erste kroatische Podestplatz seit Ivica Kostelić fünf Jahre zuvor. Am 22. Februar 2020 feierte Zubčić beim Riesenslalom von Naeba seinen ersten Weltcupsieg, wobei er im zweiten Durchgang mit deutlicher Bestzeit noch von Platz zwölf an die Spitze vorstieß. Er realisierte damit den ersten Sieg eines Kroaten in dieser Disziplin. Zehn Tage später folgte ein weiterer zweiter Platz in Hinterstoder. Letztlich ergab dies den dritten Platz in der Riesenslalom-Disziplinenwertung.
Auch in der Saison 2020/21 überzeugte Zubčić in Riesenslaloms. Er gewann Anfang Dezember 2020 in Santa Caterina und Ende Februar 2021 in Bansko. Darüber hinaus klassierte er sich dreimal als Zweiter (jeweils hinter Alexis Pinturault) und einmal als Dritter. Wie schon im Vorjahr belegte er in der Disziplinenwertung den dritten Platz. Bei den Weltmeisterschaften 2021 in Cortina d’Ampezzo stieß er im Parallelrennen bis ins Finale vor, musste sich in diesem Mathieu Faivre geschlagen geben und gewann die Silbermedaille. Es war dies die erste kroatische WM-Medaille seit Ivica Kostelić im Jahr 2013. Im Riesenslalom verpasste er als Vierter knapp eine weitere Medaille, im zweiten Durchgang des Slaloms schied er aus. Am 12. Dezember 2021 gelang Zubčić die erste Podestplatzierung in einem Weltcupslalom, mit Platz drei in Val-d’Isère. Ansonsten erreichte er in der Saison 2021/22 sein gewohntes Leistungsniveau bei weitem nicht. Insgesamt klassierte er sich lediglich fünfmal unter den besten zehn. Auch die Olympischen Winterspiele 2022 in Peking verliefen enttäuschend, mit Platz 10 im Riesenslalom und Platz 18 im Slalom.
In der Saison 2022/23 zeigte sich ein ähnliches Bild. Zubčić fuhr seiner Form hinterher und erzielte wiederum nur fünf Top-10-Ergebnisse. Bei den Weltmeisterschaften 2023 in Courchevel klassierte er sich im Riesenslalom als Achter und im Slalom als Elfter. Deutlich besser verlief für ihn hingegen Saison 2023/24. Mitte Dezember 2024 fuhr er in Alta Badia auf Platz zwei, Anfang Januar 2024 folgte in Adelboden ein dritter Platz. Weitere sechs Platzierungen unter den besten zehn kamen im weiteren Verlauf des Winters hinzu, allesamt im Riesenslalom, während er es in Slaloms zweimal unter die besten 15 schaffte. Erneut resultierte in der Riesenslalom-Disziplinenwertung der dritte Platz.

## Erfolge

### Olympische Spiele
- Pyeongchang 2018: 12. Alpine Kombination, 24. Riesenslalom

### Weltmeisterschaften
- Garmisch-Partenkirchen 2011: 30. Slalom
- Schladming 2013: 28. Riesenslalom
- St. Moritz 2017: 19. Riesenslalom, 31. Super-G
- Åre 2019: 19. Riesenslalom, 26. Slalom, 29. Super-G, 40. Alpine Kombination
- Cortina d’Ampezzo 2021: 4. Riesenslalom, 2. Parallel
- Courchevel 2023: 8. Riesenslalom, 11. Slalom
- Saalbach-Hinterglemm 2025: 13. Riesenslalom

### Weltcup
- 12 Podestplätze, davon 3 Siege:

| Datum            | Ort            | Land      | Disziplin    |
| ---------------- | -------------- | --------- | ------------ |
| 22. Februar 2020 | Naeba          | Japan     | Riesenslalom |
| 5. Dezember 2020 | Santa Caterina | Italien   | Riesenslalom |
| 27. Februar 2021 | Bansko         | Bulgarien | Riesenslalom |

### Weltcupwertungen
| Saison  | Gesamt | Gesamt | Riesenslalom | Riesenslalom | Slalom | Slalom | Kombination | Kombination | Parallel | Parallel |
| Saison  | Platz  | Punkte | Platz        | Punkte       | Platz  | Punkte | Platz       | Punkte      | Platz    | Punkte   |
| ------- | ------ | ------ | ------------ | ------------ | ------ | ------ | ----------- | ----------- | -------- | -------- |
| 2014/15 | 83.    | 72     | 25.          | 56           | 41.    | 16     | –           | –           | –        | –        |
| 2015/16 | 78.    | 99     | 28.          | 85           | –      | –      | 32.         | 14          | –        | –        |
| 2016/17 | 75.    | 85     | 26.          | 73           | –      | –      | 32.         | 12          | –        | –        |
| 2017/18 | 68.    | 89     | 21.          | 89           | –      | –      | –           | –           | –        | –        |
| 2018/19 | 60.    | 112    | 27.          | 62           | 52.    | 8      | 12.         | 42          | –        | –        |
| 2019/20 | 14.    | 475    | 3.           | 368          | 32.    | 63     | 30.         | 16          | 18.      | 28       |
| 2020/21 | 5.     | 764    | 3.           | 606          | 24.    | 132    | –           | –           | 10.      | 26       |
| 2021/22 | 23.    | 310    | 14.          | 158          | 22.    | 145    | -           | -           | 24.      | 7        |
| 2022/23 | 26.    | 297    | 10.          | 221          | 27.    | 76     | –           | –           | –        | –        |
| 2023/24 | 10.    | 466    | 3.           | 402          | 28.    | 64     | –           | –           | –        | –        |
| 2024/25 | 16.    | 416    | 9.           | 262          | 20.    | 154    | –           | –           | –        | –        |

### Europacup
- 4 Platzierungen unter den besten zehn

### Juniorenweltmeisterschaften
- Crans-Montana 2011: 29. Slalom, 43. Riesenslalom
- Roccaraso 2012: 23. Super-G, 31. Riesenslalom
- Québec 2013: 46. Super-G
- Jasná 2014: 22. Slalom

### Weitere Erfolge
- 4 kroatische Meistertitel (Riesenslalom 2014, 2021 und 2023, Slalom 2014)
- 12 Siege in FIS-Rennen
- Europäisches Olympisches Winter-Jugendfestival 2009: 11. Slalom, 19. Riesenslalom